# Bahía San Gregorio (vik i Argentina)
Bahía San Gregorio är en vik i Argentina.   Den ligger i provinsen Chubut, i den södra delen av landet, 1 300 kilometer sydväst om huvudstaden Buenos Aires.